# Муруроа
Муруроа (Mururura, Mururoa) је ненасељени атол у архипелагу Туамоту (Француска Полинезија), у јужном Пацифику. 
Муруроа је, са суседним атолом Фангатуфа, било место где је извршено преко 200 атмосферских и подземних нуклеарних проба. Извођење проба је наредила француска влада, у периоду од 1966 до 1996. 
Због своје намене, овај атол је био место и многих анти−нуклеарних протеста.